# Výkonnost podniku
Výkonnost podniku si lze představit jako to, co podnik vyrábí a poskytuje. Výkony podniku se dělí na externí a interní, přičemž dosažení externího výkonu je vnímáno jako hlavní podstata podnikatelské činnosti. Tato činnost je uzpůsobena požadavkům zákazníků.

## Podstata výkonnosti podniku
Jelikož v současné době[kdy?] působnost většiny firem doma i ve světe velmi ovlivnil nástup hospodářské krize, podniky se slučují, prodávají, prochází transformací, tím se ocitají ve finanční tísni a krachují, a z tohoto důvodu roste i význam hodnocení podniku. Zpřísňující se podmínky pro poskytování úvěrů taktéž nepomáhají firmám se z finanční tísně dostat a vše ve finančním světě se odehrává opatrněji než kdy předtím. Majitelé podniků se staví zodpovědněji ke zprávám z managementu o chodu a stavu jejich společnosti. Z těchto důvodů je patrné, že je velké množství důvodů pro hodnocení výkonnosti podniku. Účel, který má hodnocení mít a pro koho má hodnocení sloužit, je základním kritériem, který má zásadní vliv na celý proces hodnocení.
Podnik se hodnotí z několika směrů a důvodů:
- Hodnocení podniku podnikem samotným – pro majitele podniku
- Hodnocení z důvodu vlastnické změny ve společnosti – v případě prodeje podniku nebo jeho části či podílu
- Hodnocení podniku ze strany externích subjektů – dodavatelé, odběratelé, banky, pojišťovny, kooperující partneři, zaměstnanci, odborové a oborové organizace.

V praxi mezi hodnotová kritéria k měření výkonnosti podniku patří ukazatelé, které jsou v posledních letech používané, zejména v zemích s nejvyspělejším kapitálovým trhem, ve směru maximalizace hodnoty pro akcionáře. U těchto ukazatelů se vždy opakují společné znaky, jako například: využívání nákladů ušlé příležitosti v podobě nákladů kapitálu (WACC), nebo provozní hospodářský výsledek (NOPAT).
Ukazatele lze rozdělit následovně:
1. Klasický přístup – finanční analýza
1.1. Horizontální a vertikální analýza
1.1.1. Horizontální analýza
1.1.2. Vertikální analýza
1.2. Poměrová analýza
1.2.1. Ukazatel rentability
1.2.2. Ukazatel aktivity
1.2.3. Ukazatel zadluženosti
1.2.4. Ukazatel likvidity
1.2.5. Ukazatel produktivity práce
1.2.6. Ukazatel kapitálového trhu
2. Moderní přístup
2.1. EVA – Economic Value Added – ekonomická přidaná hodnota
3. Komplexní přístup
3.1. Balanced Scorecard

## Měření výkonnosti podniku
V obecném slova smyslu znamená měření činnost, při které dochází k přiřazení hodnoty určité charakteristice zkoumaného objektu. Výsledkem této činnosti je tedy hodnota vztahující se k této charakteristice, která může být využita k popisu určité charakteristiky objektu, a to za předpokladu, že je znám klíč k její interpretaci.
Měření výkonnosti podniku je nezbytné pro každý podnik a výsledky těchto měření jsou důležité pro interní uživatele (vlastníci, zaměstnanci) i pro externí uživatele (zákazníci, banky). Aby mělo měření pro firmu co nejlepší vypovídající hodnotu, měla by se výkonnost podniku měřit jak finančními ukazateli – pomocí ukazatelů získaných z účetních knih, tak i nefinančními ukazateli – například pomocí měřítek spokojenosti zákazníků.

### Přístupy pro měření a řízení výkonnosti podniku

#### Klasický přístup – finanční analýza
Tento přístup využívá pro měření výkonnosti finanční ukazatele a usiluje o dosažení maximálního zisku (například klasická finanční analýza). Finanční analýza podniku je pojímána jako metoda hodnocení finančního hospodaření podniku, při které se získaná data třídí, agregují, poměřují mezi sebou navzájem, kvantifikují se vztahy mezi nimi, hledají se kauzální souvislosti mezi daty a určuje se jejich vývoj. Tím se zvyšuje vypovídací schopnost zpracovaných dat, zvyšuje se jejich informační hodnota.
Finanční analýza je zaměřena na identifikaci problémů, silných a slabých stránek především hodnotových procesů podniku. Informace získané pomocí finanční analýzy umožňují dospět k určitým závěrům o celkovém hospodaření a finanční situaci podniku, představují podklad pro rozhodování managementu.
Cílem finanční analýzy podniku je zpravidla:
- posouzení vlivu vnitřního i vnějšího prostředí podniku,
- analýza dosavadního vývoje podniku,
- komparace výsledků analýzy v prostoru,
- analýza vztahů mezi ukazateli,
- poskytnutí informací pro rozhodování do budoucnosti,
- analýza variant budoucího vývoje a výběr nejvhodnější varianty,
- interpretace výsledků včetně návrhů ve finančním plánování a řízení podniku.[7]

##### Horizontální a vertikální analýza
Horizontální analýza přejímá přímo data, která jsou získávána nejčastěji z účetních výkazů (rozvahy podniku a výkazu zisku a ztráty), případně z výročních zpráv. Vedle sledování změn absolutní hodnoty vykazovaných dat v čase se také zjišťují jejich relativní změny. Změny jednotlivých položek výkazů se sledují po řádcích, horizontálně, a proto je tato metoda nazývána horizontální analýzou absolutních dat.
Vertikální analýza spočívá v tom, že se na jednotlivé položky finančních výkazů pohlíží v relaci k nějaké veličině. Posuzují se jednotlivé komponenty majetku a kapitálu, tzv. struktura aktiv a pasiv podniku. Označení vertikální analýza vzniklo proto, že se při procentním vyjádření jednotlivých komponent postupuje v jednotlivých letech odshora dolů a nikoliv napříč jednotlivými roky.

##### Poměrová analýza
Zatímco vertikální a horizontální analýza sleduje vývoj jedné veličiny v čase nebo ve vztahu k jedné vztažné veličině, poměrová analýza dává do „poměru“ položky vzájemně mezi sebou.
- Ukazatele rentability – v praxi patří k nejsledovanějším ukazatelům vzhledem k tomu, že informují o efektu, jakého bylo dosaženo vloženým kapitálem. Mezi ukazatele rentability patří rentabilita celkových aktiv, rentabilita tržeb, rentabilita vlastního kapitálu.[9]
- Ukazatele aktivity – Tato skupina ukazatelů se snaží změřit, jak úspěšně využívá management podniku aktiva. Mezi ukazatele aktivity patří obrat aktiv, obrat zásob, doba obratu aktiv, doba obratu zásob, doba inkasa pohledávek, doba úhrady krátkodobých závazků.[9]
- Ukazatele zadluženosti – Ukazatele zadluženosti sledují vztah mezi cizími a vlastními zdroji. Mezi ukazatele zadluženosti patří míra celkové zadluženosti, poměr vlastního kapitálu a celkových aktiv, míra zadluženosti vlastního kapitálu a úrokové krytí.[9]
- Ukazatele likvidity – Charakterizují schopnost podniku dostát svým závazkům. Mezi ukazatele likvidity patří pohotová likvidita, okamžitá likvidita a obrat pracovního kapitálu.[7]
- Ukazatele produktivity práce – Tato skupina ukazatelů zachycuje výkonnost podniku ve vztahu k nákladům na zaměstnance. Mezi ukazatele produktivity práce patří poměr osobních nákladů k přidané hodnotě, produktivita práce z přidané hodnoty, produktivita práce z tržeb a průměrná mzda (roční a měsíční).[9]
- Ukazatele kapitálového trhu – Ukazatele kapitálového trhu do jisté míry překonávají nedostatek všech předchozích ukazatelů, které vycházejí z účetních hodnot. Tím, že do některých ukazatelů vstupuje cena akcie, lze si udělat představu o tom, jak společnost hodnotí trh. Mezi ukazatele kapitálového trhu patří poměr vlastního kapitálu na akcii, účetní zisk na akcii, návratnost akcie ze zisku, dividendový výnos a výplatní poměr.[9]

#### Moderní přístup
Moderní přístup využívá ekonomické přidané hodnoty. Ekonomická přidaná hodnota ukazuje efektivitu podniku pomocí svého kapitálu, ukazuje přebytek zisku společnosti nad váženým průměrem nákladů na kapitál. Čím vyšší je hodnota přidané ekonomické hodnoty, tím vyšší je efektivita využití kapitálu podniku. Účinnost je určena překročením ziskovosti a nákladů na kapitál (půjčené a vlastní). Vysoké hodnoty EVA naznačují vysokou míru přidaného kapitálového zisku. Porovnání EVA několika podniků umožňuje vybrat, který je investičně atraktivnější.
Indikátor EVA odráží různé kategorie podnikových aktivit: investiční přitažlivost, konkurenceschopnost, finanční stabilitu, platební schopnost, udržitelnost vývoje a ziskovost.
Ekonomická přidaná hodnota v systemu Value Based Managment
Na základě ukazatele EVA je vytvořen podnikový systém správy VBM (Value Based Management). Tento systém řízení podniku je založen na maximalizaci přidané ekonomické hodnoty. Cílem všech řídících rozhodnutí v podniku je zvýšit hodnotu pro akcionáře a vlastníky. Finance slouží k vytvoření pozitivního příjmu z investice do investovaného kapitálu. V tomto systému corporate governance slouží k vytvoření systému pro měření přínosu manažerů k růstu hodnoty společnosti a systému jejich hmotné motivace a povzbuzení.

#### Komplexní přístup
Komplexní přístup využívá metody Balanced scorecard. Balanced Scorecard byly vyvinuté v devadesátých letech D. Nortonem a R. Caplanem. Autoři tohoto systému poprvé určili potřebu vybudovat strategickou mapu, která by odrážela připojení čistě finančních ukazatelů s ukazateli odrážejícími kvalitativní charakteristiky. Vyjádřili myšlenku: „Finanční ukazatele poskytují neúplný popis předchozích opatření a nemohou poskytnout potřebné informace o opatřeních, která je třeba provést dnes a zítra, aby se vytvořila budoucí finanční hodnota“.